# 10651 van Linschoten
10651 van Linschoten è un asteroide della fascia principale. Scoperto nel 1960, presenta un'orbita caratterizzata da un semiasse maggiore pari a 2,7346949 UA e da un'eccentricità di 0,0710634, inclinata di 5,14561° rispetto all'eclittica.
Denominato "van Linschoten" in onore del navigatore olandese del XVI secolo Jan Huygen van Linschoten.